# Морган Ферчајлд
Морган Ферчајлд (енгл. Morgan Fairchild; Далас, 3. фебруар 1950), рођена као Петси Ен Маклени (енгл. Patsy Ann McClenny), америчка је глумица. Кренула је да глуми крајем 1970-их и остварила је улоге у више телевизијских серија.
Ферчајлд је започела своју каријеру у CBS-овој дневној сапуници Потрага за сутрашњицом као Џенифер Пејс од 1973. до 1977. године. Следеће, 1978. године, појавила се у сапуници ударног термина Далас као прва глумица која је тумачила лик Џене Вејд, пре него што је преузела главну улогу у NBC-овој серији Фламинго роуд 1980. (за шта је била номинована за награду Златни глобус за најбољу глумицу у драмској ТВ серији). Године 1984. играла је у ABC-овој краткотрајној телевизијској драми  Лутке од папира, а затим се појављивала у сапуници Фалкон Крест као адвокатица Џордан Робертс од 1985. до 1986. године. Ферчајлд је такође играла у позоришту и тумачила гостујуће улоге у телевизијским комедијама, укључујући Марфи Браун (за коју је номинована за награду Еми за најбољу гостујућу глумицу у хумористичној серији), Два и по мушкарца, Роузен, Сибил и Пријатељи. Чланица је одбора SAG-AFTRA.